# Noam Sheriff
Noam Sheriff (hebrejsky נעם שריף‎, * 7. ledna 1935 Tel Aviv – 25. srpna 2018) byl izraelský hudební skladatel. Sheriff, který byl jedním z nejvšestrannějších izraelských skladatelů a též světově známým hudebníkem, se narodil v Tel Avivu v roce 1935. Ke konci života byl hudebním ředitelem symfonického orchestru v Haifě.

## Biografie
Noam Sheriff studoval skladbu a dirigování v Tel Avivu s Paulem Ben Chajimem (skladba), v Berlíně s Borisem Blacherem (skladba) a v Salcburku s Igorem Markevitchem (dirigování). Mimoto studoval filosofii na Hebrejské univerzitě v Jeruzalémě.

### Skladby a styl
Od premiéry Sheriffovy skladby Festival Prelude v roce 1957 (Izraelský filharmonický orchestr, dir. Leonard Bernstein při příležitosti otevření Mannova auditoria v Tel Avivu), jsou jeho díla pravidelně prováděna v Izraeli a po celém světě.
V hudbě Noama Sheriffa lze nalézt originální spojení západní a východní hudby, hudebních prvků starověkých kultur oblasti Středozemního moře a prvků kultur západních. Mezi jeho nejdůležitější kompozice lze zařadit tři vokální skladby, které dohromady utvářejí trilogii:
Mechaje ha-metim - Revival of the DeadPremiéra v Amsterdamu v roce 1987. Skladba čerpá z východoevropské židovské hudební tradice, jakož i ze starobylých židovských orientálních motivů.[zdroj?]
Sefardské pašijePoprvé uvedla Izraelská filharmonie pod vedením Zubina Mehty v roce 1992 ve španělském Toledu. Vycházejí z hudebních tradic sefardských židů. Na provedení skladby se podílel též známý tenor Plácido Domingo.
Jeruzalémské žalmyByly poprvé uvedeny v roce 1995 v Jeruzalémě při příležitosti zahájení oslav 3000. výročí vzniku tohoto města. Ve skladbě účinkují čtyři sbory, zpívající v hebrejštině a v latině.
Vokální kompozici Berešit (Genesis) z r. 1998 si objednala Izraelská filharmonie a provedla ji pod vedením Zubina Mehty na slavnostním koncertě k 50. výročí izraelské nezávislosti. Jeho Mechaje ha-metim provedla Izraelská filharmonie s dirigentem Mehtou na unikátním koncertě v památníku obětem holocaustu Jad vašem v Jeruzalémě. V posledních letech Sheriff také dokončil novou operu, pojmenovanou ha-Golem[zdroj?].

### Dirigentské aktivity
Noam Sheriff pravidelně diriguje jak vlastní díla, tak kompozice jiných skladatelů po celém světě. Mezi lety 1989 a 1995 byl hudebním ředitelem Izraelského symfonického orchestru v Rišon le-Cijon, který pod jeho vedením dosáhl nebývalých úspěchů.
Od ledna 2002 byl hudebním ředitelem Izraelského komorního orchestru, který v první sezóně pod jeho vedením (2002-3) dosáhl velkého ocenění jak od publika, tak ze strany kritiky.
V dubnu 2004 byl jmenován hudebním ředitelem Nového symfonického orchestru v Haifě.

### Akademická kariéra
Od roku 1963 Noam Sheriff učil kompozici a dirigování. Vyučoval na institutech jako je Hebrejská univerzita v Jeruzalémě či na Telavivské univerzitě, stejně jako v německém Kolíně nad Rýnem (na tamní Musikhochschule) a v Mozarteu v Salcburku. V průběhu let vedl v Izraeli mnoho hudebních festivalů a účinkoval také v různých televizních a rozhlasových pořadech.
Od roku 1990 byl Noam Sheriff profesorem skladby a dirigování na Rubinově akademii hudby při Telavivské univerzitě, v letech 1998–2000 i jejím ředitelem.
V roce 2012 byl jmenován děkanem na hudební škole kampusu Ono.

## Ocenění
Noamu Sheriffovi byla udělena cena Akum, a v roce 2003 též prestižní ocenění EMET, nejvyšší ocenění udělované v Izraeli za zásluhy v oblasti umění, vědy a kultury. V současné době[kdy?] byl též jmenován[kým?] mezi 50 nejvýznačnějšími osobnostmi izraelské hudby. V roce 2011 mu byla udělena Izraelská cena za hudbu.
Díla Noama Sheriffa jsou vydávána vydavatelstvím IMI a také prestižním německým labelem Edition C.F. Peters ve Frankfurtu.

## Dílo
- Festival Prelude, 1957
- Heptaprism, Ballett, 1965
- Israel-Suite, 1967
- Maj ko mašma lan…, esej pro harfu a smyčcový kvartet, 1976
- Esej pro smyčcový orchestr, 1977
- Variace na „La Follia“, 1984
- Mechaje ha-metim (Oživení mrtvých), 1985
- Sefardské pašije, 1992
- Scarlattiana, klavírní koncert, 1994
- Jeruzalémské žalmy, 1995
- Wenn das Pendel der Liebe schwingt…", šest písní na slova Paula Celana, 1996
- Akeda, 1997
- Berešit,1998